# Odienné
Odienné és una ciutat de l'extrem nord-occidental de la Costa d'Ivori, capital de la regió de Kabadougou i del departament d'Odienné, fronterer amb Guinea i proper a Mali, que ocupa una superfície de 20.993 km². La seva població és de 52.710 habitants (estimació del 2010).
Està situada a l'est del massís de Denguélé (que en djoula, la variant local del malinke, vol dir 'fill únic de la muntanya'), un solitari massís granític de 600 m d'altitud, visible des de la ciutat.
Els indrets més emblemàtics d'Odienné són la gran mesquita i les mines d'or de la rodalia.
Compta amb l'Aeroport d'Odienné (codi IATA: KEO).

## Història
La regió estava poblada pels senufos però als segles xv i xvi, amb la decadència de l'Imperi de Mali, hi van emigrar els malinkes o mandings. Molts com els kamagaté o kamaté es van instal·lar en aquesta regió, on van crear petits regnes. Al segle xviii bona part d'aquests pobles mandings pertanyien al regne de Kong fundat per Sékou Ouattara. Vers 1750 la regió d'Odienné o Odjenné estava habitada i governada pels Diarrassouba. Després d'un enfrontament (vers 1815) entre el cap del Torong i Dosso Diarassouba, aleshores rei de Nafana, els musulmans de Samatiguila que tenien com a cap militar a Vakaba Touré van servir alternativament a Torong i a Nafana. Des de 1842 Touré va combatre contra Dosso Diarassouba quie el 1848 va ser derrotat i va haver d'abandonar la regió d'Odienné que llavors va formar el regne de Kabadougou. Vakaba va fundar Odienné i va governar fins a la seva mort el 1858 (la seva tomba és a Odienné); al regne de Kabadougou va pujar al tron anys més tard (1875) Ahmadu Turé, fill de Vakaba. El 1878-1879 va enfrontar una revolta del seus súbdits i després d'aconseguir dominar-la va fer una aliança militar amb el seu nebot, Samori Turé que entre 1877 i 1880 va fundar l'imperi de Wassulu (Ouassoulou). Des de llavors Ahmadu va lluitar al costat de Samori (fins que fou capturat pels francesos el 1898). Samori s'hi va retirar després de la conquesta francesa de la Vall del Milo i els territoris a l'oest d'aquest riu.